# Сочинское отделение Русского географического общества

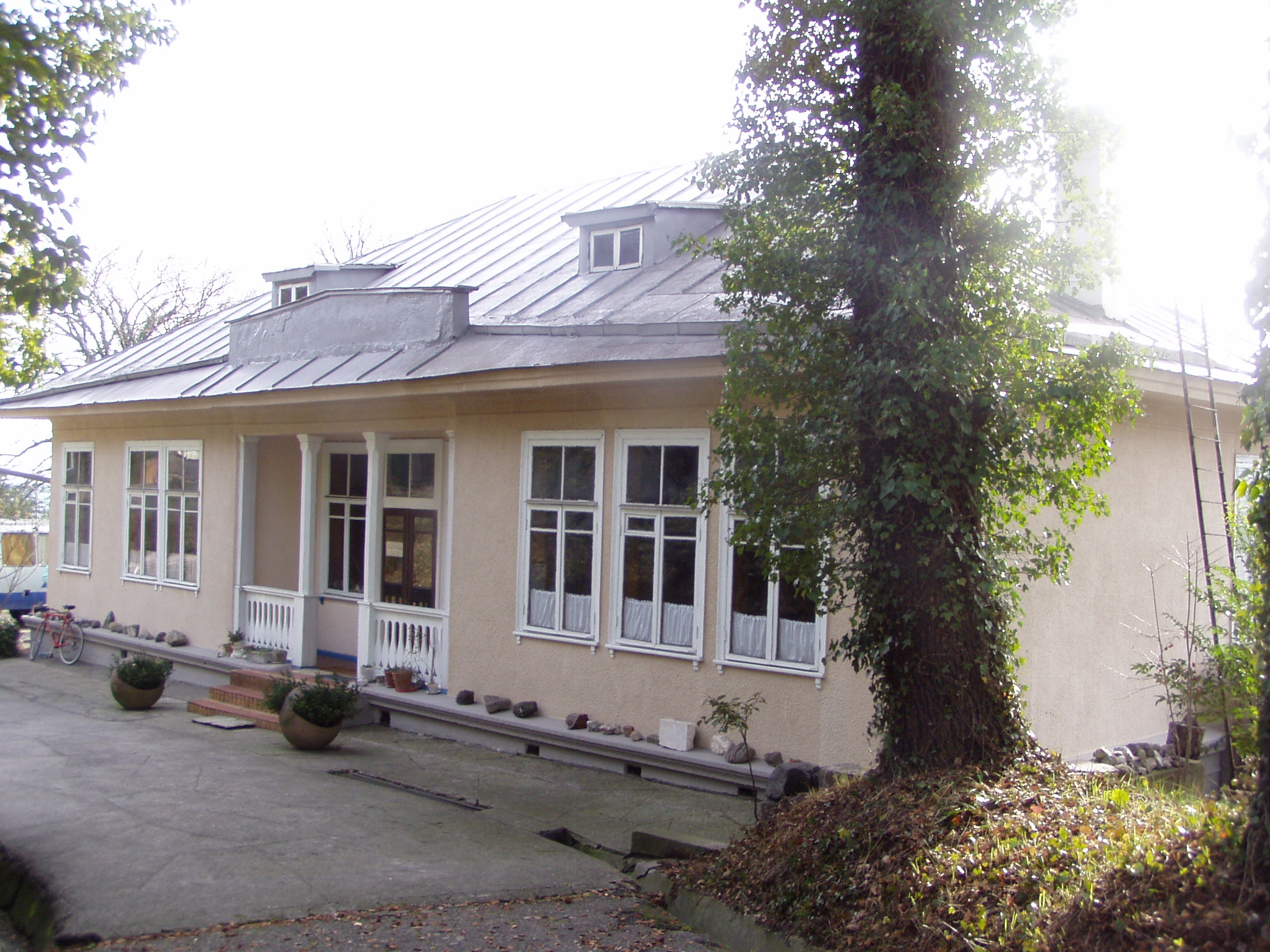
Здание Сочинского отделения Русского географического общества

Со́чинское городско́е отделе́ние Ру́сского географи́ческого о́бщества — местная общественная организация, не признается Русским географическим обществом ).

## История
Отделение основано 27 мая 1957 года (под названием «Сочинский отдел Географического общества СССР») и на 2019 год объединяет около 300 действительных членов. Основная цель — содействие развитию географической науки, пропаганда её достижений и внедрение их в жизнь.  
С 1985 года Сочинский отдел Географического общества СССР базируется в одном из зданий бывшей правительственной дачи «Зелёная Роща», построенном в 1934 году по проекту архитектора М. И. Мержанова. В 1992 году Сочинский отдел Географического общества СССР сменил название на нынешнее — Сочинское отделение Русского географического общества. С 1998 года — Сочинское городское отделение ВОО Русское географическое общество.
В Сочинском городском отделении РГО действует несколько секций — геологии и минералогии, археологии и сохранения историко-культурного наследия, краеведения и туризма, биогеографии, океанографии, спелеологии, экологии и рационального природопользования, школьной и вузовской географии и пропаганды географических знаний. При секции пропаганды работает лекторий, где с докладами выступают члены общества, проводятся научные конференции. Оказывается информационная поддержка сочинским экскурсоводам, действует богатейшая в крае библиотека географической литературы и архив краеведческих документов (более 700 единиц хранения).
В отделении представлена геологическая коллекция минералов и горных пород Кавказа, где собраны многочисленные экспонаты, привезённые из экспедиций и походов по Кавказу. Сочинское отделение РГО выпускает ряд периодических изданий, подготовлены и изданы десятки научных и научно-популярных книг.

## Учёные секретари
- Диденко Надежда Владимировна (до 2011)

## Периодика

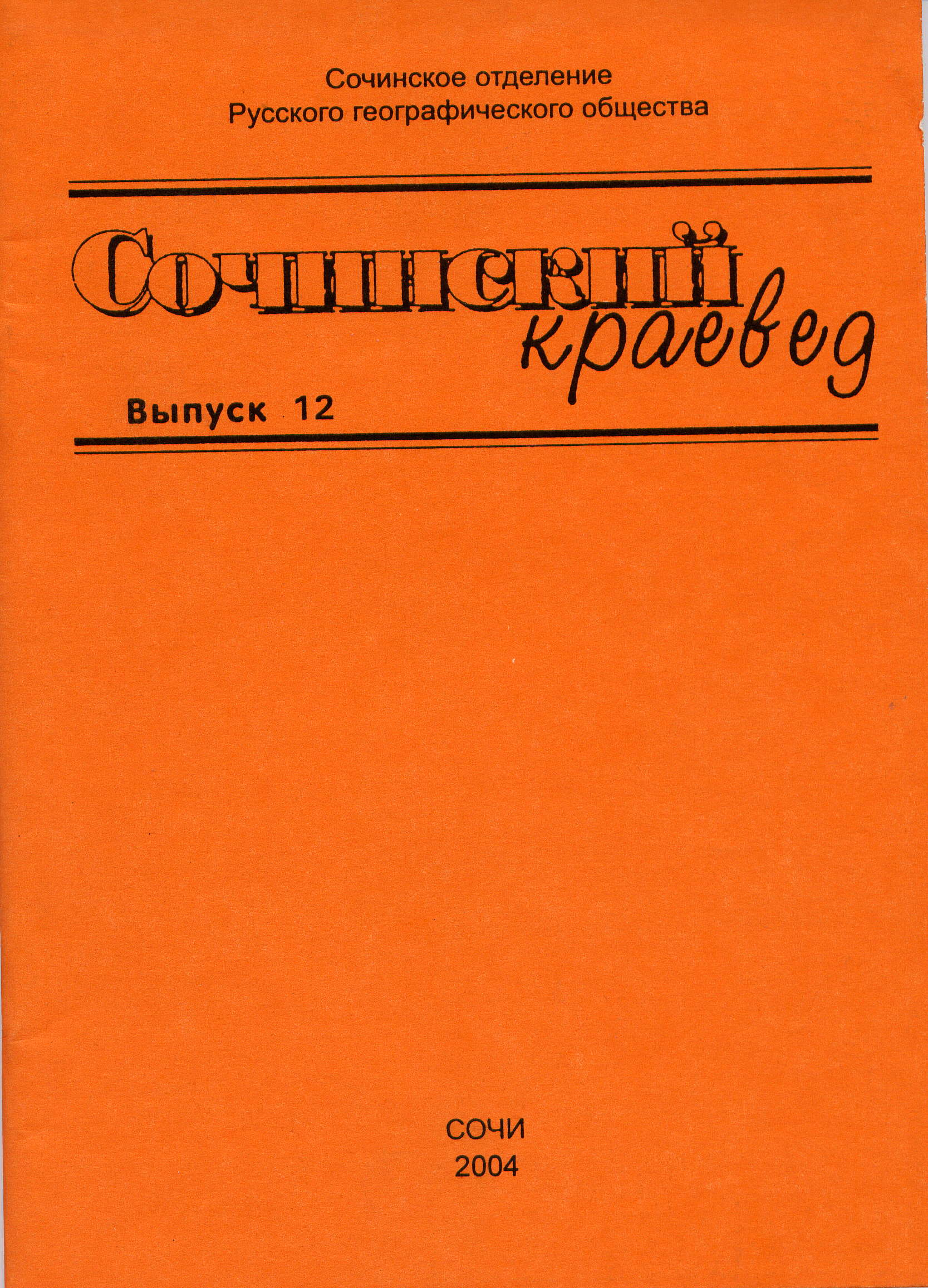
Обложка сборника «Сочинский краевед»

- Доклады Сочинского отдела Географического общества СССР
  - Вып. 1. — Л., 1968.
  - Вып. 2. — Л., 1971.
  - Вып. 5. — Сочи, 2017.
- Журнал «Сочинский краевед»
- Альманах «Краевед Черноморья»